# Jeziorowiec
Jeziorowiec – statek handlowy przeznaczony do uprawiania żeglugi między portami znajdującymi się na brzegach Drogi Wodnej Świętego Wawrzyńca i Wielkich Jezior w Stanach Zjednoczonych i Kanadzie. Różni się od statków pełnomorskich pewnymi cechami konstrukcyjnymi, przede wszystkim ograniczeniem szerokości i zanurzenia. Najczęściej są to masowce.

## Wielkość
Nieliczne największe jeziorowce osiągają wielkość do 78 850 ton nośności, 309 m długości, 32 m szerokości i 17 m zanurzenia. Wielkość takich statków ogranicza jednak ich zastosowanie do górnych Wielkich Jezior (Jezioro Górne, Michigan, Huron, Erie), uniemożliwiając podróż wzdłuż Drogi Wodnej św. Wawrzyńca z uwagi na przekroczenie wymiarów akceptowalnych przy przekraczaniu śluz znajdujących się na tym szlaku, przede wszystkim na kanale Welland. Z tego powodu największe jeziorowce nie mogą wypływać na jezioro Ontario i dalej na Ocean Atlantycki.
Najpowszechniejszymi jeziorowcami są statki długości ok. 183–213 m (600–700 stóp), pomiędzy 10 a 40 tysięcy ton nośności. Istnieją także statki mniejsze. Maksymalne rozmiary, które umożliwiają żeglugę Drogą Wodną św. Wawrzyńca na Atlantyk, to długość 226 m, szerokość 24 m i zanurzenie 7,9 m. Statki, które zbliżają się do tego limitu, są nazywane seawaymaxami. Największa nośność załadowanego statku, jaki pokonał Drogę Wodną św. Wawrzyńca, to 28,5 tysiąca ton, lecz możliwa jest także żegluga przez nią statków o większej nośności i zanurzeniu maksymalnym, jednak nie w pełni załadowanych (zarówno jeziorowców, jak i pełnomorskich).
Jeziorowcami określa się często mylnie także statki morskie typu seawaymax, które dzięki swoim rozmiarom mogą wpływać i żeglować po całych Wielkich Jeziorach, lecz nie są specjalnie do żeglugi tej przeznaczone i mają odmienności konstrukcyjne. Większość współczesnych statków morskich nie może jednak wpływać na Drogę Wodną św. Wawrzyńca.

## Budowa
Większość jeziorowców ma pewne wspólne cechy konstrukcyjne, odróżniające je od statków morskich. Z powodu ograniczeń rozmiarów, przede wszystkim szerokości i zanurzenia, są od nich generalnie dłuższe i węższe. Stosunek długości do szerokości wynosi zwykle ok. 10:1, podczas gdy u statków morskich 7:1. W celu maksymalnego wykorzystania rozmiarów kadłuba na przestrzeń ładunkową, mają także pełniejsze linie kadłuba i tępe dzioby w miejsce ostro nachylonych lub kliprowych. Wiąże się to z łatwiejszymi warunkami żeglugi na wodach Wielkich Jezior, przede wszystkim mniejszymi falami, oraz brakiem potrzeby rozwijania dużej szybkości. Zazwyczaj nie posiadają gruszki dziobowej. 

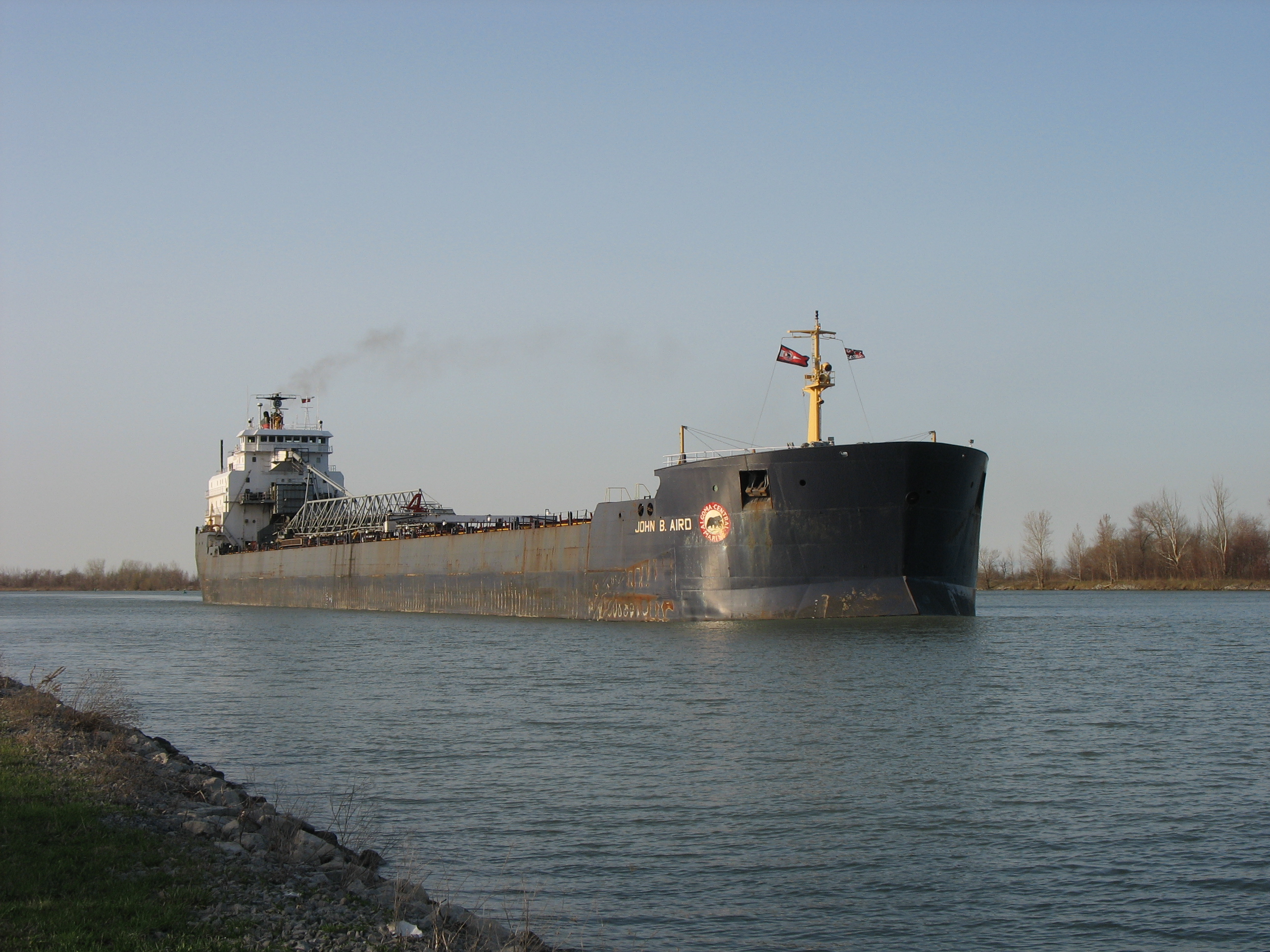
Nowszy przedstawiciel jeziorowców - MS „John B. Aird” (nośność 31 tys. ton, długość 222,5 m)

Nietypowym dla statków morskich elementem architektury typowych jeziorowców, budowanych w latach 1869-1974, była nadbudówka dziobowa z mostkiem umieszczona na samym dziobie i dodatkowo nadbudówka na rufie. Nowsze statki budowane są już zwykle w powszechnym dla statków morskich układzie, z jedyną nadbudówką na rufie. Niektóre wczesne jeziorowce, budowane pod koniec XIX wieku, miały nietypowy kadłub z zaokrąglonym dziobem i burtami zaokrąglającymi się ku górze („grzbiet wieloryba” - whaleback). Ponadto, nietypowo dla statków morskich, mających standardowo rozstaw luków ładowni 7,8 m (24 stopy), jeziorowce tradycyjnie mają rozstaw luków 3,8 m (12 stóp).
Z uwagi na mniejsze działanie korozyjne słodkiej wody, jeziorowce zwykle dożywają dłuższego wieku w służbie, niż statki morskie.

## Polskie statki
W latach 20. i 30. pod polską banderą wojenną, a następnie handlową, służył jeziorowiec „Warta”, zakupiony jako transportowiec wojskowy. Jeziorowcami mylnie nazywano następnie  polskie morskie drobnicowce PLO typu seawaymax z tzw. serii Z (MS „Zakopane”, MS „Zamość”, MS „Zabrze”, MS „Zambrów”, MS „Zawiercie”, MS „Zawichost”), które były budowane z myślą do obsługi linii PLO na wielkich jeziorach amerykańskich. Posiadały m.in. charakterystyczne skrzydła mostku niewystające poza burtę, z uwagi na duże różnice poziomów podczas śluzowania oraz równie charakterystyczne kominy odchylone w kierunku rufy. Nowością jak na polskie warunki (lata 70. XX wieku) było wyposażenie tych jednostek w specjalne windy cumownicze z automatycznie regulowanym naciągiem. Otrzymały one również dodatkowe reflektory i kluzy oraz wzmocnienia do żeglugi w lodach.